# Salomon Tandeng Muna
Salomon Tandeng Muna (ur. 1912 – zm. 22 stycznia 2002) – kameruński polityk, premier Zachodniego Kamerunu w latach 1968–72.
Muna był członkiem Narodowego Związku Kamerunu. Od 11 stycznia 1968 do 2 czerwca 1972 był premierem Zachodniego Kamerunu (pobrytyjskiego).
Salomon Tandeng Muna zmarł 22 stycznia 2002.